# Zedd
Zedd (in russo Зедд?), pseudonimo di Anton Igorevič Zaslavskij (in russo Антон Игоревич Заславский?; Saratov, 2 settembre 1989), è un disc jockey, produttore discografico e musicista russo naturalizzato tedesco.
Durante la sua carriera ha collaborato e prodotto con numerosi artisti tra cui Katy Perry, Alessia Cara, Ariana Grande, Liam Payne, Maren Morris, Shawn Mendes, Lady Gaga, Selena Gomez e Disclosure. Grazie a ciò ha venduto più di 25 milioni di copie tra singoli e album ed ottenuto numerosi riconoscimenti tra cui due MTV Video Music Awards, due Billboard Music Award.
Nel 2014 ha vinto il Grammy Award alla miglior registrazione dance con il brano Clarity, realizzato in collaborazione con Foxes.
Dal 2012 è presente nella classifica Top100Djs pubblicata dalla rivista Dj Magazine con il piazzamento più alto al n°22 nel 2014 e nel 2015.

## Biografia
Anton è nato a Saratov (URSS) da Igor Zaslavskij e Marina Vladimirovna Zaslavskaja, due musicisti che si trasferirono poi in Germania, a Kaiserslautern, quando aveva 3 anni. Anton ha un fratello maggiore, Arkadi (nato nel 1986), e un fratello minore dal lato paterno, Daniel (nato nel 2007).
Influenzato dalla passione dei suoi genitori, a soli 4 anni cominciò a suonare il pianoforte, a sei anni cominciò a registrare alcune sue canzoni e iniziò a suonare la batteria quando aveva 12 anni.
Nel 2002 si unì a un gruppo tedesco, Dioramic, sotto l'etichetta Lifeforce Records.
Anton fu stimolato a produrre musica elettronica quando sentì † (Cross), album della band francese Justice. Nel 2009 cominciò a produrre musica elettronica.

## Carriera

### 2010-2011: Gli inizi
Ha cominciato a lavorare sotto il nome di "Zedd" producendo svariati remix e canzoni proprie. Per iniziare, ha vinto due premi per due differenti concorsi della Beatport remix, ha pubblicato in seguito il suo primo singolo The Anthem che entrò nella classifica della Beatport Electro house Top 20.Il suo remix di Scary Monsters and Nice Sprites di Skrillex entrò nella classifica Beatport Electro House Top Ten piazzandosi alla seconda posizione. Da allora continuò a produrre vari remix di celebri cantanti come The Black Eyed Peas, Lady Gaga, Justin Bieber, Skrillex e altri. Per creare la sua musica, Anton usa la piattaforma Cubase e vari plugin come Sylenth1, Nexus e Omnisphere come sintetizzatori e il campionatore Kontakt.
Nel 2011 collabora con la cantante statunitense Lady Gaga ai remix dei brani Marry the Night e Born This Way, contenuti nel suo terzo album in studio Born This Way. Nel mese di settembre il suo singolo Shave It ha debuttato in anteprima sul canale YouTube di Skrillex, poiché l'etichetta cui è sotto contratto appartiene al DJ statunitense.

### 2012-2014:Clarityed altri progetti

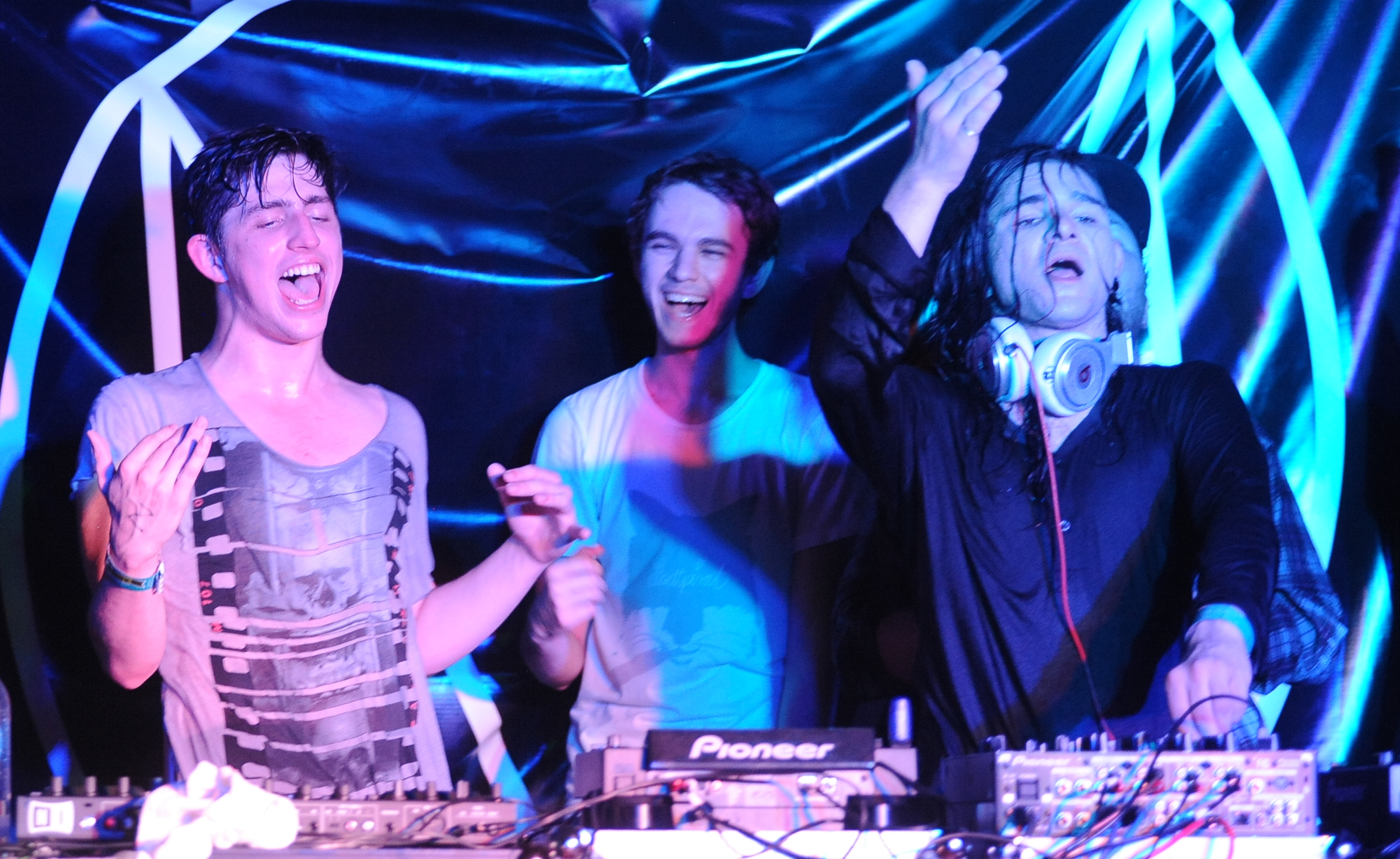
Porter Robinson, Zedd e Skrillex in una performance ai South by Southwest (SXSW) nel marzo del 2012.

Nel 2012 firma il contratto della Interscope Records e pubblicò il suo primo singolo sotto questa etichetta, Spectrum, realizzato con la partecipazione di Matthew Koma come voce. La canzone raggiunge la prima posizione della US Dance Airplay e US Dance Club Songs. Ha poi pubblicato con Eva Simons I Don't Like You.Ha collaborato insieme a Max Martin per Justin Bieber nella produzione di Beauty and a Beat, singolo presente nel suo terzo album in studio Believe.
Il 12 ottobre 2012 pubblica il suo primo album in studio intitolato Clarity che raggiunge la Top10 delle classifiche dance di Stati Uniti e Regno Unito. Il singolo omonimo in collaborazione con Foxes, estratto il primo febbraio 2013, ha debuttato alla posizione numero otto della Billboard Hot 100 e raggiunto la Top20 in Canada, Brasile e Australia. La canzone ha venduto più di 3.5milioni di copie in tutto il mondo. Il brano viene riconosciuto inoltre con il Grammy Awards come Best Dance Recording. Nel giugno dello stesso anno produce il brano Heaven per Namie Amuro e pubblica il 10 settembre 2013 un secondo brano per la versione deluxe del suo album. La collaborazione, dal titolo Stay the Night, vede come cantante Hayley Williams e diviene il debutto nella Top10 nella classifica del Regno Unito, Irlanda e Canada. In totale vende più di 4milioni di copie in tutto il mondo e fa ottenere al cantante il premio MTV Clubland Award agli MTV Video Music Awards del 2014.
Sempre nel 2013 ha collaborato con Lady Gaga per il suo terzo album Artpop, producendo le canzoni Aura (insieme agli Infected Mushroom), G.U.Y. (Girl Under You) e Donatella. Nel 2014 collabora con Ariana Grande nel singolo Break Free, il quale raggiunge le Top10 di 20 classifiche,tra cui la quarta posizione della Billboard Hot 100, con 4milioni di copie vendute globalmente.

### 2015-2016:True Colors
Il 18 maggio 2015 esce il suo secondo album in studio, True Colors, che vede la collaborazione di numerosi artisti tra cui Selena Gomez, X Ambassadors, Logic, Echosmith mentre per la composizione e produzione collaborano Matthew Koma, Julia Michaels, Rock Mafia e Ryan Tedder. Raggiunge la prima posizione della US Top Dance/Electronic Albums, la quarta della Billboard 200 e ottava della classifica canadese. Vince inoltre il Billboard Music Award come Top Dance/Electronic Album.
Il primo singolo I Want You to Know con Selena Gomez debutta alla prima posizione della US Hot Dance/Electronic Songs, dove vende 2milioni di copie ricevendo la certificazione di platino. Il brano vince come Favorite Dance Song ai Latin American Music Awards e viene scelta come Theme Song ai Teen Choice Awards del 2015. Beautiful Now con Jon Bellion viene estratto come secondo singolo certificata anch'esso disco di platino.
Partecipa a numerose manifestazioni e festival, tra cui il Counter Point Music and Arts Festival, il Spring Awakening Festival e con i Lady Antebellum si esibisce ai Country Music Awards. Intraprende inoltre il True Colors Tour tra Nord America, Europa ed Asia. Nel 2016 partecipa inoltre al Coachella Festival con Kesha, portando la loro collaborazione omonima all'album, True Colors.
Nel 2016 collabora con Riot Games per produrre il singolo Ignite, collona sonora del campionato mondiale del videogioco League of Legends, prodotto dalla sopra citata Riot Games. Il 15 giugno 2016 esce il singolo Starving insieme a Hailee Steinfeld, rivelandosi un successo discografico, raggiungendo le Top10 di Australia, Regno Unito, Irlanda, Canada e Nuova Zelanda e vendendo 5milioni copie in tutto il mondo, di cui 3milioni negli Stati Uniti.

### 2017-presente:Orbit

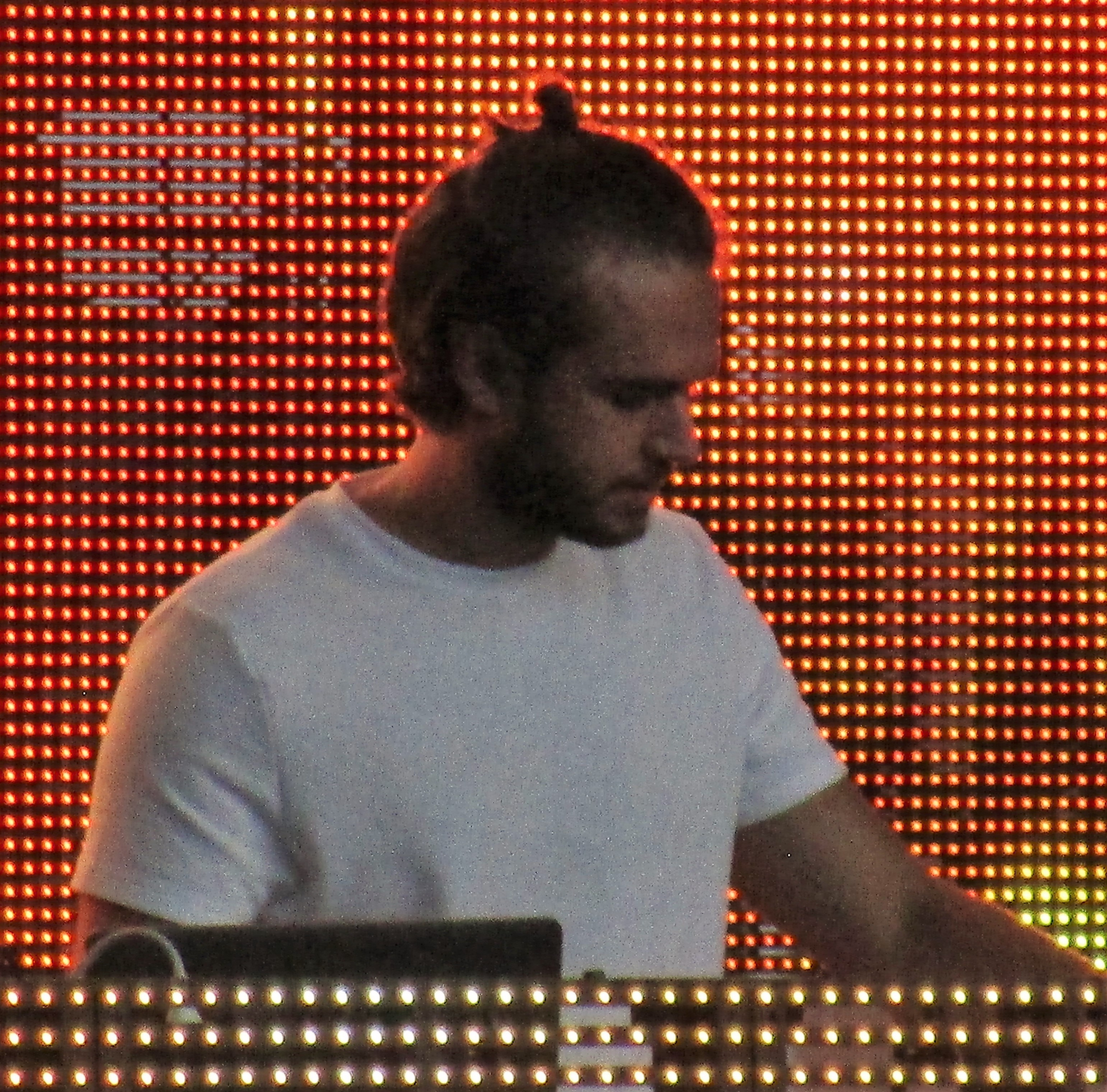
Zedd nel 2019

Nel febbraio del 2017 ha collaborato con Alessia Cara producendo la canzone di successo  Stay, che raggiunge le Top10 di Stati Uniti, Australia, Canada e Regno Unito, con 4,5milioni di copie vendute in tutto il mondo. Il brano riceve una nomination ai Grammy Award come Best Pop Duo/Group Performance e ai Billboard Music Award nella categoria Top Dance/Electronic Song. Agli MTV Video Music Awards del 2017 vince il premio come Best Dance. Nel luglio successivo pubblica con Liam Payne il brano Get Low. Globalmente riceve un discreto successo ottenendo la certificazione d'oro in Canada e Messico; inoltre viene nominato nuovamente nella categoria Best Dance agli MTV Video Music Awards del 2018.
Il 23 gennaio 2018 ha collaborato con Maren Morris e Grey producendo The Middle, entrando nelle Top10 di numerosi paesicon 2.5milioni di copie vendute. Il 
brano conquista tre nomination ai Grammy Awards del 2019, tra cui Record of the Year e Song of the Year. Il brano fa ottenere al DJ il secondo Billboard Music Awards nella categoria Top Dance/Electronic Song, due iHeartRadio Music Awards, tra cui Song of the Year, e due APRA Music Awards. A marzo 2018 Zedd viene inserito alla settimana posizione della classifica Billboard Dance 100 stilata da Billboard. Sempre del 2018 sono le canzoni Happy Now, realizzata con Elley Duhé e certificato d'oro negli Stati Uniti, e il remix di Lost in Japan di Shawn Mendes.
Il 14 febbraio 2019 Zedd ha pubblicato il singolo 365, realizzato in collaborazione con Katy Perry. Il 21 aprile 2019 si esibisce al Coachella Festival insieme a Katy Perry, Alessia Cara e Maren Morris. A maggio Zedd ha annunciato l'Orbit Tour, che prenderà il via nell'autunno 2019 insieme al duo NOTD e Jax Jones. Annuncia inoltre il suo terzo album Orbit nell'agosto 2019. Il 23 ottobre 2020 pubblica il singolo Inside Out in collaborazione con Griff. Nel 2022 collabora nuovamente con Maren Morris nel singolo Make You Say.

## Discografia

### Album in studio
- 2012 – Clarity
- 2015 – True Colors
- 2024 – Telos

### EP
- 2011 – The Anthem (Remixes)
- 2011 – Autonomy
- 2011 – Shave It - The Aftershave
- 2012 – Stars Come Out (Remixes)
- 2012 – Spectrum (Remixes)
- 2013 – Clarity (Remixes)
- 2014 – Stay the Night (Remixes)
- 2014 – Find You (Remixes)

### Singoli
Come artista principale
- 2011 – The Legend of Zelda
- 2011 – Dovregubben
- 2011 – Shave It
- 2012 – Slam the Door
- 2012 – Shotgun
- 2012 – Spectrum (feat. Matthew Koma)
- 2012 – Clarity (feat. Foxes)
- 2013 – Stay the Night (feat. Hayley Williams)
- 2013 – Push Play (feat. Miriam Bryant)
- 2014 – Find You (feat. Matthew Koma & Miriam Bryant)
- 2015 – I Want You to Know (feat. Selena Gomez)
- 2015 – Beautiful Now (feat. Jon Bellion)
- 2015 – Papercut (feat. Troye Sivan)
- 2016 – Candyman (ft. Aloe Blacc)
- 2016 – Ignite (feat. League of Legends)
- 2017 – Adrenaline (con Grey)
- 2017 – Stay (feat. Alessia Cara)
- 2017 – Get Low (feat. Liam Payne)
- 2018 – The Middle (con Maren Morris e Grey)
- 2018 – Happy Now (con Elley Duhé)
- 2018 – Lost in Japan (con Shawn Mendes)
- 2019 – 365 (con Katy Perry)
- 2020 – Funny (con Jasmine Thompson)
- 2020 – Inside Out (con Griff)
- 2022 – You've Got to Let Go If You Want to Be Free (con Disclosure)
- 2022 – Follow (con Martin Garrix)
- 2022 – Make You Say (con Maren Morris e Beauz)
- 2024 – Out of Time (feat. Bea Miller)
- 2024 – Lucky (feat. Remi Wolf)

Come ospite
- 2014 – Break Free (Ariana Grande feat. Zedd)
- 2016 – Starving (Hailee Steinfeld e Grey feat. Zedd)

### Produzioni
| Anno | Artista                           | Brano             | Album di provenienza |
| ---- | --------------------------------- | ----------------- | -------------------- |
| 2012 | Eva Simons                        | I Don't Like You  | Eva-Lution...        |
| 2012 | Justin Bieber (feat. Nicki Minaj) | Beauty and a Beat | Believe              |
| 2013 | Lady Gaga                         | G.U.Y.            | Artpop               |
| 2013 | Lady Gaga                         | Donatella         | Artpop               |
| 2013 | Lady Gaga                         | Aura              | Artpop               |
| 2014 | Ariana Grande                     | Break Free        | My Everything        |